# Reliability Trial
Een Reliability Trial is een wedstrijd voor motorfietsen.
Het is een combinatie van een betrouwbaarheidsrit en een trial, eigenlijk meer een enduro wedstrijd, waar evenwel echt trialstukken in zitten. Bij een reliability trial wordt dan ook gereden met trialmotoren.
Er zijn ook Reliability trials voor klassieke motorfietsen. Hierbij is alleen het bouwjaar van belang, zoals bij de Anglo-Dutch Reliability Trial. Dit zijn pure betrouwbaarheidsritten, waarbij niet door het zand wordt gereden.